# Achlyonice tui
Achlyonice tui is een zeekomkommer uit de familie Elpidiidae.
De wetenschappelijke naam van de soort werd in 1965 gepubliceerd door David Pawson.